# سعید مهناویان

سعید مهناویان و داوود مقامی

سعید مهناویان (زادهٔ ۱۴ مهر ۱۳۱۹، تهران) ترانه‌سرا، خواننده، آهنگساز و نوازنده ایرانی در خیابان سلیمانخانی معروف به سبزیکار امین الدوله جنب مسجد مشیر السلطنه دیده به جهان گشود. او از شاعران و آهنگ‌سازان موسیقی فولکولور مردمی و تهرانی است.
از جمله کارهای مهناویان ساخت ۳۶ آهنگ و سرودن اشعار آن‌ها برای داوود مقامی است. از دیگر خوانندگانی که با او همکاری تنگاتنگی داشتند، می‌توان به علی نظری، عباس قادری، احمد معینی، جواد یساری، امیر شاملو، حسین بدیعی، نعمت الله آغاسی، محمد باغبان و روح‌پرور اشاره کرد.